# Cındar
Cındar là một làng đô thị thuộc Rustov ở vùng Quba của Azerbaijan.